# 덕구 (영화)
"덕구"는 2018년에 개봉한 대한민국의 영화이다.
다문화 가정을 소재로 한 영화로서 방수인 감독은 다문화 가정의 모습을 평범하고 자연스럽게 그려내고 싶었다고 말했다. 영화의 촬영지는 경상북도 고령군 쌍림면 평지리, 대가야읍, 덕곡면 등지로 고령군에서 영화의 약 90%가 촬영 되었다.

## 줄거리
인도네시아 며느리인 덕구 엄마는 남편의 사망 보험금 2천만 원을 가지고 가출했고, 그 죄로 시아버지인 덕구 할아버지에게 쫓김을 당한다. 폐암에 걸려 살날이 많지 않은 덕구 할아버지는 식당 불판 닦기 등 온갖 구진 일을 하며 어린 손주를 지성껏 키운다. 덕구와 덕희는 동네 또래 아이들에게 다문화 가족이라고, 엄마가 돈 가지고 도망쳤다고 놀림과 무시를 당한다. 할아버지가 아무리 애틋하게 거두어도 엄마가 마냥 그립다.
죽음의 그림자가 덮쳐오자 할아버지는 어쩔 수 없이 동네 사람들의 권유를 받아들여 손주를 입양시킨다. 친지에게 여행경비를 빌려 며느리 찾으러 인도네시아로 떠난 할아버지는 사돈집에서 며느리가 자신의 아들과 결혼하기 전에 모국에서 낳은 병든 딸을 수술시키고자 훔친 돈 2천만 원을 송금한 사실과 며느리가 안산 어느 공장에서 일하고 있다는 것을 알게 된다.
며느리가 쓴 편지봉투를 들고 귀국한 할아버지는 병이 깊어져 입원하게 되고, 할아버지를 보러 병실에 갔다가 엄마의 편지주소를 발견한 덕구는 엄마 사진과 편지봉투를 들고 엄마 찾아 안산 시내를 헤맨다. 지인에게 덕구 소식을 전해 들은 덕구 엄마는 그동안 일해 모은 저금통장을 손에 들고 돌아와 덕구 할아버지에게 용서를 구한다.

## 캐스팅
- 이순재 : 덕구 할배 역
- 정지훈 : 김덕구 역
- 장광 : 고복 할배 역
- 성병숙 : 정 여사 역
- 차순배 : 의사 윤종호 역
- 박지윤 : 김덕희 역
- 체리쉬 마닝앗 : 덕구엄마 바네사 역
- 김광식 : 성복 역
- 류성현 : 광우 역
- 전소현 : 사회복지여주임 역
- 우명순 : 장춘자할매 역
- 고승보 : 정훈 역
- 정미남 : 위탁 부 역
- 윤송아 : 위탁 모 역
- 정재훈 : 경찰 역
- 박윤호 : 젊은 덕구 역 (단역)
- 최영화 : 여행사직원 역
- 박민정 : 안산집주인 역
- 레이젤 : 빌라란다 미연엄마 역
- 장로이 : 영신 역
- 김보연 : 딸기체험 엄마 1 역
- 김영아 : 딸기체험 엄마 2 역
- 이도현 : 딸기체험 아이 1 역
- 박민서 : 딸기체험 아이 2 역
- 엄현주 : 불판녀 역
- 최세용 : 보험회사 역
- 우준하 : 버스남학생 역
- 황동석 : 신발가게 역
- 겔린 라스 쿠스토디오 : 젤린 역
- 호앙 티 치 : 툭스 역
- 레 티 아오 : 베트남며느리 역
- 김수민 : 동화책아이 역
- 이예랑 : 문방구주인딸 역
- 김영혜 : 농협여직원 역
- 유미연 : 노인일자리센터상담사 역
- 강수빈 : 간호사 역
- 이현 : 버스여고생 역
- 양해동 : 풍남보험직원 1 역
- 정웅철 : 풍남보험직원 2 역
- 유혜선 : 윤별 모 역
- 박봄 : 윤별 역
- 김현우 : 한국인가이드 역
- 인드리 레티노 푸조와티 : 바네사엄마 역
- 룰루 시티 줄라이카 : 안젤라 역
- 아하마드 아즈카 람다니 : 휴게소남자아이 역
- 알리야 리비타 : 휴게소여자아이 역
- 김병철 : 풍남상조보험 직원 역 (특별출연)
- 한보배 : 어린이집 선생 역 (특별출연)

## 같이 보기
- 2018년 대한민국의 영화 목록